# Hemispheres
Hemispheres je šesté studiové album kanadské rockové skupiny Rush, vydané v roce 1978. Album bylo nahráno v Rockfield Studios ve Walesu a mixováno v Trident Studios v Londýně.. Bylo posledním z postapokalyptické trilogie, série tří alb, vedle 2112 a A Farewell to Kings. Bylo též posledním ze tří alb nahraných ve Spojeném království než se vrátili domů do Kanady.

## Seznam stop
Všechny skladby složili Alex Lifeson, Geddy Lee a Neil Peart.

### Strana 1
1. "Cygnus X-1 Book II: Hemispheres" – 18:08
  - I: "Prelude" - (0:00/4:29)
  - II: "Apollo" Bringer of Wisdom – (4:30/6:59)
  - III: "Dionysus" Bringer of Love – (7:00/09:05)
  - IV: "Armageddon" The Battle of Heart and Mind – (09:06/11:58)
  - V: "Cygnus" Bringer of Balance – (12:00/16:58)
  - VI: "The Sphere" A Kind of Dream – (17:02/18:08)

### Strana 2
1. "Circumstances" – 3:42
2. "The Trees" – 4:46
3. "La Villa Strangiato (An Exercise in Self-Indulgence)" – 9:35
  - I: "Buenos Nochas, Mein Froinds!" - (0:00)
  - II: "To sleep, perchance to dream..." - (0:27)
  - III: "Strangiato theme" - (2:00)
  - IV: "A Lerxst in Wonderland" - (3:16)
  - V: "Monsters!" - (5:49)
  - VI: "The Ghost of the Aragon" - (6:10)
  - VII: "Danforth and Pape" - (6:45)
  - VIII: "The Waltz of the Shreves" - (7:26)
  - IX: "Never turn your back on a Monster!" - (7:52)
  - X: "Monsters! (Reprise)" - (8:03)
  - XI: "Strangiato theme (Reprise)" - (8:17)
  - XII: "A Farewell to Things" - (9:20)

## Obsazení
- Geddy Lee – basová kytara, klávesy, zpěv
- Alex Lifeson – akustické a elektrické kytary
- Neil Peart – bicí a perkusy